# Fitchia
Fitchia is een geslacht uit de composietenfamilie (Asteraceae of Compositae). De soorten komen voor in het zuid-centrale deel van het Pacifisch gebied.

## Soorten
- Fitchia cordata M.L.Grant & Carlquist
- Fitchia cuneata J.W.Moore
- Fitchia mangarevensis F.Br.
- Fitchia nutans Hook.f.
- Fitchia rapensis F.Br.
- Fitchia speciosa Cheeseman
- Fitchia tahitensis Nadeaud